# Anthometrina
Anthometrina is een geslacht van haarsterren uit de familie Antedonidae. De wetenschappelijke naam van het geslacht werd in 1915 door Austin Hobart Clark gepubliceerd als Anthometra. Die naam was echter een later homoniem van Anthometra Boisduval, 1840, een geslacht van vlinders uit de familie van de spanners (Geometridae). Eléaume, Hess & Messing publiceerden daarom in 2011 het nomen novum Anthometrina ter vervanging van de ongeldige naam.

## Soort
- Anthometrina adriani (Bell, 1908)